# Wegisweg
De Wegisweg (Engels: Diagon Alley - diagonally is Engels voor diagonaal) is een straat uit de Harry Potterboekenreeks van de Engelse schrijfster Joanne Rowling.
Het is een tovenaarswinkelstraat, waar men alles kan kopen wat een tovenaar nodig heeft. Ketels, uilen, bezems, maar ook gewone (hoewel in Dreuzelogen ouderwetse) zaken zoals ganzenveren, inkt en perkament. De Wegisweg bevindt zich ergens in Londen. Hij kan worden bereikt via een kroeg (De Lekke Ketel), die voor Dreuzels onzichtbaar is. In deze straat kopen Harry Potter en de andere Zweinsteinleerlingen hun schoolspullen.
Bij Goudgrijp, de tovenaarsbank, is een steeg, de Verdonkeremaansteeg genoemd, waar vooral duistere winkels als Odius & Oorlof te vinden zijn.

## Winkels aan of bij de Wegisweg
- Goudgrijp - Tovenaarsbank
- Zwik en Zwachtels Zwerkbalpaleis - Zwerkbalwinkel
- De Lekke Ketel - Café en herberg
- Olivander's - Toverstafwinkel
- Betoverende Beestenbazaar - Magische dierenwinkel
- Braakbals Uilenboetiek - Uilenwinkel
- Florian Fanielje's IJssalon - IJssalon
- Guichel & Slemp’s Magische Fopshop - Fopshop
- Klieder & Vlek - Magische boekenwinkel
- Tovertweelings Topfopshop - Fopshop van Fred en George Wemel
- Madame Mallekin, Gewaden voor Alle Gelegenheden - Gewadenwinkel
- Kreukniet & de Krimp - Gewadenwinkel